# Sławicz
Sławicz (cz. Slavíč, 1054 m n.p.m.) – szczyt w bocznej, zachodniej odnodze Pasma Ropicy, w Beskidzie Morawsko-Śląskim, na Śląsku Cieszyńskim, w Czechach, na wschód od zbiornika wodnego Morávka.